# Die Schmugglerbraut von Mallorca
Die Schmugglerbraut von Mallorca ist ein deutscher Stummfilm aus dem Jahre 1929 von Hans Behrendt mit Jenny Jugo und ihrem späteren Ehemann Enrico Benfer in den Hauptrollen.

## Handlung
Schauplatz der Handlung ist ein malerisches Fischerdorf auf Mallorca. Die attraktive Rosita ist mit den beiden Fischern Pedro und Andrea befreundet. Viele Männer sind verzückt von ihrer Schönheit, darunter auch der wohlhabende Tolomeo, der in seinem Werben außerordentlich hartnäckig ist. In den beiden attraktiven Fischern hat Rosita jedoch zwei Galane, die sie vor dem allzu aufdringlichen Mann und seinen plumpen Annäherungsversuche zu schützen wissen. Eines Tages wird Andrea dazu überredet, mit Tolomeos Boot Schmugglerware in die nächste große Stadt zu überführen. Um ihm eventuell helfen zu können, beschließen Kumpel Pedro und Rosita, ihn bei dem nicht ganz ungefährlichen Unternehmen zu begleiten.
Tatsächlich erweist sich dieser Trip als recht gefährlich, da die drei Bootsreisenden fast von einem Polizeiboot gestoppt worden wären. Man schafft es  bis zum Ort, wo die Konterbande wie vereinbart in der Spelunke „Zum schwarzen Skorpion“ abgeliefert wird. Als am Abend im „Schwarzen Skorpion“ ein Maskenball stattfindet, stürmt die Polizei plötzlich das Gasthaus, um alle Personen zu überprüfen und im Bedarfsfall auch festzunehmen. Tolomeo wird als Anführer der Schmuggler überführt, doch ehe er fortgebracht werden kann, greift er sich Rosita und flieht mit ihr. Andrea stürzt hinterher und wird beim Versuch, die schöne Mallorquinerin zu befreien, getötet. Erst Pedro kann dem Verbrecher seine Beute abjagen und Rosita aus seinen Händen befreien. Tolomeo wird schließlich der Polizei übergeben.

## Produktionsnotizen
Die Schmugglerbraut von Mallorca entstand von Februar bis April 1929 auf Mallorca (Außenaufnahmen) und in den UFA-Filmateliers in Potsdam-Babelsberg und wurde am 31. Juli 1929 in Berlins UFA-Palast am Zoo uraufgeführt.
Willi A. Herrmann entwarf die Filmbauten.

## Kritik
„Man filmt in aller Ruhe, von keinem Tempo des zeitfremden Mallorca beirrt: die schöne Jugo. So muss eine Schmugglerbraut sein: keusch, spröde und ein Mädel, das gern Geschenke nimmt, von wem sie auch kommen. Ein Mädel, das gerne lacht, entzückend harmlos den Wert ihrer Verehrer nach dem Wert ihrer Geschenke beurteilt.“